# Métropole de Mégare et Salamine
La Métropole de Mégare et Salamine (en grec byzantin : Ιερά Μητρόπολις Μεγάρων και Σαλαμίνος) est un évêché de l'Église orthodoxe de Grèce situé en Attique à l'ouest et au sud-ouest d'Athènes. Elle a été fondée en 1974. 

## La cathédrale
C'est l'église de la Dormition de la Mère de Dieu, fêtée le 15 août.

## Les métropolites
- Konstantínos (el) (né Giakoumakis) depuis 2014.
- Bartholomée (el) (né Katsouris à Athènes en 1928) premier métropolite de Mégare de 1974 à 2014. Il avait été higoumène du monastère de Saint-Blaise à Néa Pérama.

## Histoire
La fondation de la métropole se fit en mai 1974 au détriment de l'Archevêché d'Athènes.

## Le territoire

### Doyenné de Mégaride

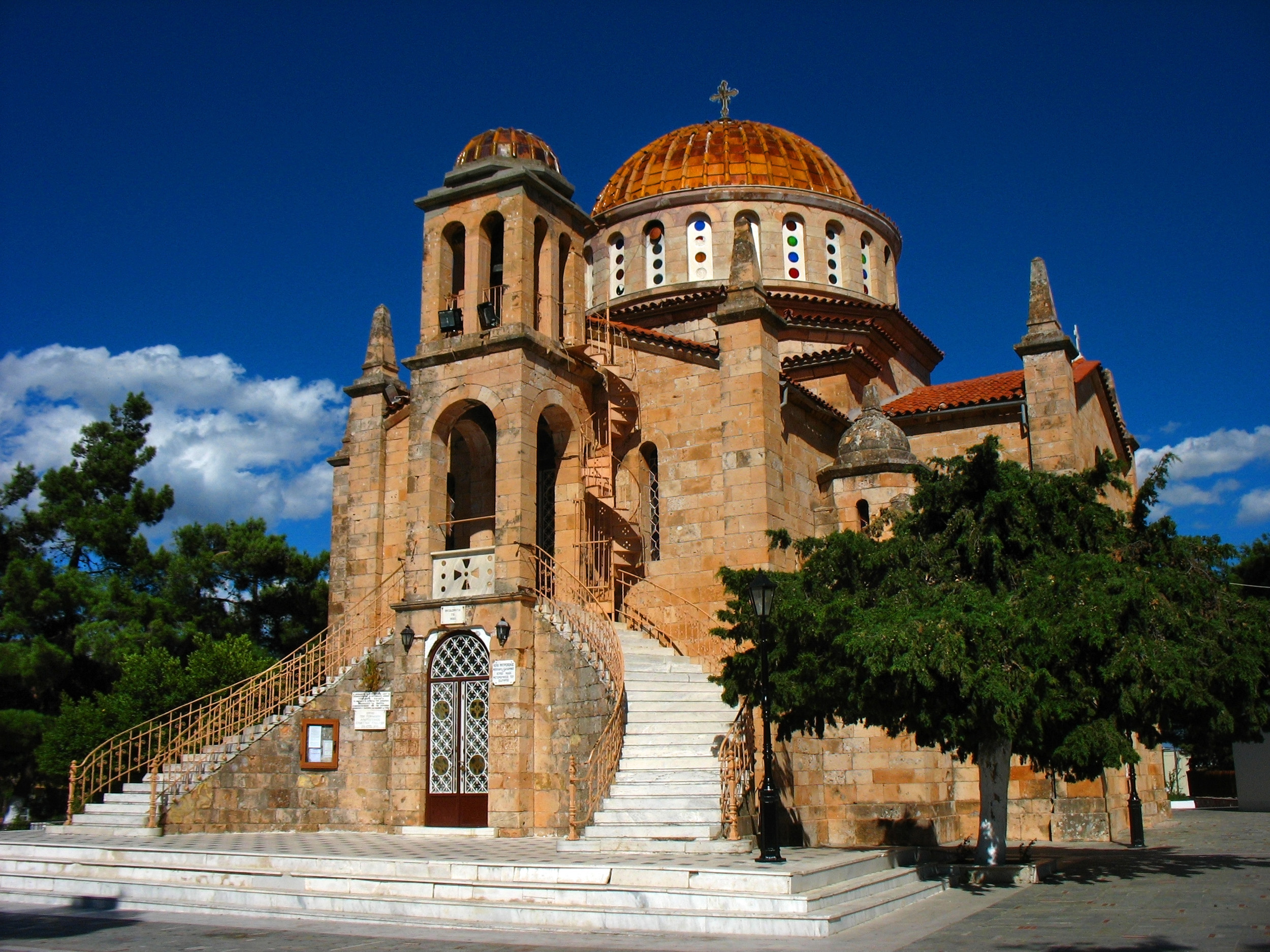
L'église de la Transfiguration à Vília, construite par Ernst Ziller.

- Mégare (4 paroisses)
- Asprópyrgos (3 paroisses)
- Vília (1)
- Éleusis (3)
- Erythrés (1)
- Magoúla (1)
- Mándra (2)
- Oinoi (1)
- Néa Péramos (1)

### Doyenné de Salamine
- Aiantion (en) (2)
- Ambelákia (1)
- Kamatero (1)
- Paloukia (en) (1)
- Salamine (5)
- Sélinia (en) (1)

## Solennités locales
- Les six martyrs de Mégare, le 16 août.
- Les quatre martyrs de Mégare, le 1er février.
- Saint Laurent de Salamine le 10 mai.

## Sources
- (el) Le site de la métropole : http://immesa.gr/